# 데이브 그루신

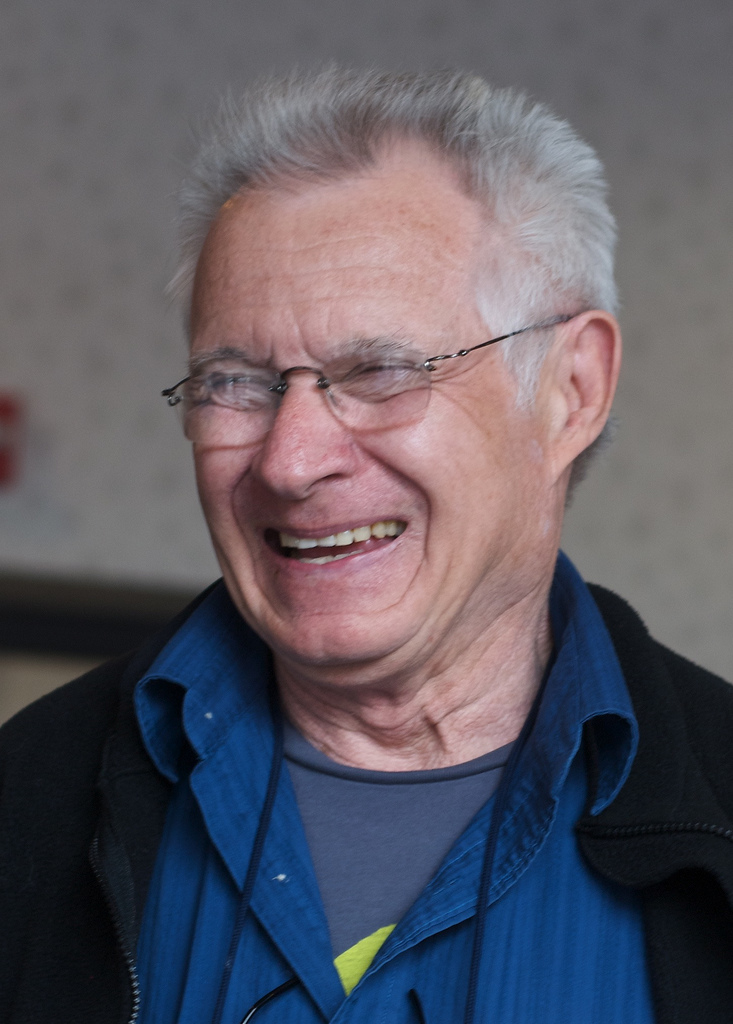
2008년 모습

데이브 그루신(Dave Grusin, 본명: Robert David Grusin, 1934년 6월 26일 ~ )은 1957년 재즈 피아니스트로 데뷔한 미국의 작곡가이다. 주요 장르는 컨템퍼러리 재즈이다. 수많은 영화 사운드트랙 음반을 제작하였으며 1988년작 《반항의 계절》로 제61회 아카데미상 시상식에서 음악상을 받았다. 또한 1988년에 버클리 음악 대학에서 명예 박사 학위를 수여받았다.

## 음반 목록

### 정규 앨범
- Night-Lines (1984)
- Harlequin (1985) - "Early A.M. Attitude" 등 수록

### 영화 사운드트랙 참여
- 졸업 (1967)
- 마음은 외로운 사냥꾼 (1968)
- 암흑가의 결투 (1974)
- 콘돌 (1975)
- 5인의 탐정가 (1976)
- 프론트 (1976)
- 상속자 (1977)
- 굿바이 걸 (1977)
- 바비 디필드 (1977)
- 천국의 사도 (1978)
- 챔프 (1979)
- 용감한 변호사 (1979)
- 일렉트릭 호스맨 (1979)
- 황금 연못 (1981)
- 레즈 (1981)
- 폴뉴먼의 선택 (1981)
- 브로드웨이에 막이 오를 때 (1982)
- 투씨 (1982)
- 젊음의 초상 (1984)
- 테러리스트 (1984)
- 폴링 인 러브 (1984)
- 그리니치의 건달들 (1984)
- 구니스 (1985)
- 루카스 (1986)
- 사막 탈출 (1987)
- 불타는 태양 (1988)
- 반항의 계절 (1988, The Milagro Beanfield War)
- 사랑의 행로 (1989)
- 백색의 계절 (1989)
- 하바나 (1990)
- 허영의 불꽃 (1990)
- 용사들을 위하여 (1991)
- 야망의 함정 (1993)
- 굿바이 마이 프랜드 (1995)
- 머홀랜드 폴스 (1996)
- 셀레나 (1997)
- 사랑이 다시 올 때 (1998)
- 랜덤 하트 (1999)
- 리카운트 (2008)

## 같이 보기
- 존 윌리엄스